# Vasile Bran
Vasile Bran (n. 15 ianuarie 1951) este un fost deputat român în legislaturile 1990-1992 pe listele FSN. În legislaturile 1992-1996, 1996-2000 și 2000-2004, a fost ales pe listele Partidului Democrat. 
A fost vicepreședinte al Agenției Naționale pentru Protecția Mediului (ANPM) până în anul 2007. În legislatura 1990-1992, Vasile Bran a fost membru în grupurile parlamentare de prietenie cu Regatul Thailanda, Republica Chile, Republica Populară Chineză, Republica Franceză-Adunarea Națională, Republica Libaneză și Republica Italiană; în legislatura 1996-2000, a fost membru în grupul parlamentar de prietenie cu Republica Ucraina iar în legislatura 2000-2004, a fost membru în grupurile parlamentare de prietenie cu Republica Socialistă Vietnam, Republica Coreea și Republica Italiană.

## Controverse
Pe 7 septembrie 2012 procurorii DIICOT Brașov l-au trimis în judecată pe Vasile Bran pentru infracțiunile de evaziune fiscală și sprjinirea unui grup infracțional specializat în comerțul cu motorină.. Pe 30 iunie 2020 Curtea de Apel Brașov l-a condamnat definitiv pe Vasile Bran la 2 ani de închisoare cu suspendare și un termen de supraveghere de 4 ani.